# 1592
Il 1592 (MDXCII in numeri romani) è un anno bisestile del XVI secolo.

## Eventi
- 30 gennaio – Clemente VIII diventa papa.
- Dublino, Irlanda – Elisabetta I d'Inghilterra inaugura il Trinity College.
- Sigismondo Vasa, re di Polonia, eredita la corona di Svezia.
- Giuseppe Calasanzio, fondatore dell'ordine degli Scolopi, arriva per la prima volta a Roma.

## Nati

### Gennaio
- 3 gennaio - Emanuele Tesauro, drammaturgo, retore e storico italiano († 1675)
- 4 gennaio - Peter de Spina III, medico tedesco († 1655)
- 5 gennaio - Shah Jahan, sovrano indiano († 1666)
- 17 gennaio - Rodrigo de Arriaga, filosofo, gesuita e teologo spagnolo († 1667)
- 19 gennaio - Pál Pálffy, nobile ungherese († 1653)
- 21 gennaio - Francesco III Boncompagni, cardinale e arcivescovo cattolico italiano († 1641)
- 22 gennaio - Philippe Alegambe, storico belga († 1652)
- 22 gennaio - Pierre Gassendi, presbitero, filosofo e teologo francese († 1655)

### Febbraio
- 5 febbraio - Vincenzo della Greca, architetto italiano († 1661)
- 16 febbraio - Matsudaira Tadateru, militare giapponese († 1683)
- 22 febbraio - Nicholas Ferrar, politico britannico († 1637)
- 23 febbraio - Balthasar Gerbier, miniaturista, diplomatico e architetto olandese († 1663)
- 24 febbraio - Maciej Kazimierz Sarbiewski, poeta polacco († 1640)

### Marzo
- 20 marzo - Giovanni da San Giovanni, pittore italiano († 1636)
- 28 marzo - Comenio, teologo, pedagogista e filosofo ceco († 1670)

### Aprile
- 11 aprile - John Eliot, politico inglese († 1632)
- 15 aprile - Francesco Maria Brancaccio, cardinale e vescovo cattolico italiano († 1675)
- 22 aprile - Wilhelm Schickard, scienziato tedesco († 1635)
- 29 aprile - Deodato Scaglia, vescovo cattolico italiano († 1659)

### Maggio
- 13 maggio - Johann Cloppenburg, teologo olandese († 1652)
- 26 maggio - Olimpia Maidalchini, principessa italiana († 1657)

### Giugno
- 7 giugno - Mattia Carneri, scultore e architetto italiano († 1674)
- 7 giugno - Balthasar Cordier, gesuita e grecista belga († 1650)
- 13 giugno - Sofia Edvige di Brunswick-Lüneburg, nobildonna tedesca († 1642)
- 13 giugno - Tobias Michael, compositore tedesco († 1657)

### Agosto
- 1º agosto - François Le Métel de Boisrobert, poeta e drammaturgo francese († 1662)
- 4 agosto - Pio Enea II Obizzi, librettista italiano († 1674)
- 13 agosto - Guglielmo di Nassau-Hilchenbach, nobile tedesco († 1642)
- 16 agosto - Wybrand de Geest I, pittore olandese († 1662)
- 28 agosto - George Villiers, I duca di Buckingham, nobile e politico inglese († 1628)

### Settembre
- 1º settembre - Maria Angela Astorch, religiosa spagnola († 1665)
- 5 settembre - Jacopo Vignali, pittore italiano († 1664)
- 8 settembre - Marcantonio Franciotti, cardinale e vescovo cattolico italiano († 1666)
- 17 settembre - Giovanni Battista Rinuccini, arcivescovo cattolico e diplomatico italiano († 1653)
- 30 settembre - Gridonia Gonzaga, religiosa italiana († 1650)

### Ottobre
- 16 ottobre - Gregorio Panzani, vescovo cattolico italiano († 1660)
- 22 ottobre - Gustav Horn, militare e politico svedese († 1657)
- 30 ottobre - Giulio Benso, pittore italiano († 1668)

### Novembre
- 4 novembre - Gerard van Honthorst, pittore olandese († 1656)
- 8 novembre - Domenico Mazzocchi, compositore italiano († 1665)
- 13 novembre - Antonio Grassi, presbitero italiano († 1671)
- 28 novembre - Huang Taiji, politico e condottiero cinese († 1643)

### Dicembre
- 6 dicembre - William Cavendish, I duca di Newcastle-upon-Tyne, politico, poeta e generale inglese († 1676)
- 7 dicembre - Ingen Ryūki, poeta e calligrafo cinese († 1673)
- 31 dicembre - Ottaviano Raggi, cardinale e vescovo cattolico italiano († 1643)

### Senza giorno specificato
- Francesca di Lorena, nobile francese († 1669)
- Innocenzo da Petralia, scultore e religioso italiano († 1648)
- Pietro Paolo Abate, pittore italiano († 1630)
- Ludovico Aureli, letterato e storico italiano († 1637)
- Antonio Bellavia, presbitero e missionario italiano († 1633)
- Antonio Bevilacqua, nobiluomo e militare italiano († 1648)
- Pierre Biard il Giovane, scultore e architetto francese († 1662)
- Jacobus Bontius, medico olandese († 1631)
- Ralph Brownrigg, vescovo anglicano inglese († 1659)
- Étienne Brûlé, esploratore francese († 1633)
- Giovanni Francesco Buonamici, diplomatico italiano († 1669)
- Jacques Callot, incisore francese († 1635)
- Cesare II Gonzaga, nobile italiano († 1632)
- Alessandro Cesarini, cardinale e vescovo cattolico italiano († 1644)
- Luigi Cusani, III marchese di Ponte, nobile e politico italiano († 1659)
- Pietro Damini, pittore italiano († 1631)
- Tommaso Del Bene, filosofo, teologo e letterato italiano († 1673)
- Catalina de Erauso,  spagnola († 1650)
- Scipione Errico, poeta, scrittore e drammaturgo italiano († 1670)
- Clas Fleming, ammiraglio svedese († 1644)
- Giovanni Agostino Gallicio, religioso italiano († 1681)
- Joseph Gibalin, teologo francese († 1671)
- George Gordon, II marchese di Huntly, nobile inglese († 1649)
- Jean Guyon Du Buisson, operaio francese († 1663)
- John Jenkins, compositore e liutista inglese († 1678)
- Jean Juchereau De Maur, funzionario francese († 1672)
- Ferdinand Sigismund Kurz von Senftenau, politico tedesco († 1659)
- Bellerose, attore teatrale francese († 1670)
- Marco Martelli, imprenditore italiano († 1678)
- Jean Mestrezat, teologo francese († 1657)
- Alessandro Orsini, cardinale italiano († 1626)
- Paolo Piromalli, arcivescovo cattolico, missionario e scrittore italiano († 1667)
- Dario Pozzo, pittore italiano († 1652)
- Samuel Przypkowski, teologo polacco († 1670)
- Francesco Rustici, pittore italiano († 1626)
- Giovanni Salamon, politico e militare italiano († 1649)
- Pieter Snayers, pittore fiammingo
- John Southworth, presbitero e missionario inglese († 1654)
- Agazio Stoia, architetto e gesuita italiano († 1656)
- Umile da Messina, pittore italiano († 1681)
- Yamauchi Tadayoshi, militare giapponese († 1664)
- Bernardo di Villegas, gesuita, teologo e scrittore spagnolo († 1653)
- Paul de Vos, pittore fiammingo († 1678)
- Cornelis de Wael, pittore fiammingo († 1667)
- Kemankeş Kara Mustafa Pascià, politico e militare ottomano († 1644)
- Solakzade Mehmed Hemdemi, storico e compositore ottomano († 1658)

## Morti

### Gennaio
- 3 gennaio - Girolamo Macchietti, pittore italiano (n. 1535)
- 5 gennaio - Guglielmo di Jülich-Kleve-Berg, duca tedesco (n. 1516)
- 6 gennaio - Juan Hurtado de Mendoza, cardinale spagnolo (n. 1548)
- 16 gennaio - Giovanni Casimiro del Palatinato-Lautern, nobile tedesco (n. 1543)
- 22 gennaio - Elisabetta d'Asburgo, regina (n. 1554)
- 27 gennaio - Giovanni Paolo Lomazzo, pittore italiano (n. 1538)
- 29 gennaio - Orazio Sanminiato, arcivescovo cattolico italiano

### Febbraio
- 2 febbraio - Ana de Mendoza, nobile spagnola (n. 1540)
- 5 febbraio - Shishido Takaie, militare giapponese (n. 1518)
- 7 febbraio - Girolamo della Rovere, cardinale e arcivescovo cattolico italiano (n. 1530)
- 13 febbraio - Jacopo Bassano, pittore italiano
- 23 febbraio - Natale Bonifacio, intagliatore e incisore dalmata (n. 1538)
- 29 febbraio - Giovanni Battista Santoni, vescovo cattolico e diplomatico italiano (n. 1529)
- 29 febbraio - Alessandro Striggio, compositore italiano (n. 1540)

### Marzo
- 5 marzo - Michael Coxcie, pittore fiammingo (n. 1499)
- 5 marzo - Gerolamo Ragazzoni, vescovo cattolico e umanista italiano (n. 1537)
- 10 marzo - Leonardo Garzoni, scienziato e gesuita italiano (n. 1543)
- 12 marzo - Pomponio Palombo, pittore e architetto italiano (n. 1549)
- 22 marzo - Giovanni VII di Meclemburgo-Schwerin, duca tedesco (n. 1558)
- 24 marzo - Mariano de Racciaccaris, vescovo cattolico italiano

### Aprile
- 5 aprile - Jerónimo Cósida, pittore, scultore e architetto spagnolo
- 13 aprile - Bartolomeo Ammannati, scultore e architetto italiano (n. 1511)
- 15 aprile - Christoph Schwartz, pittore tedesco (n. 1548)
- 18 aprile - Giorgio Giovanni I del Palatinato-Veldenz, nobile tedesco (n. 1543)
- 27 aprile - Girolamo Muziano, pittore italiano (n. 1532)

### Maggio
- 4 maggio - Francesco II Moncada, nobile, politico e militare italiano
- 5 maggio - Lorenzo Bernardo, ambasciatore italiano (n. 1534)
- 7 maggio - Alfonso Gonzaga, condottiero italiano (n. 1541)
- 7 maggio - Marcantonio Gonzaga, vescovo cattolico italiano (n. 1543)
- 16 maggio - Giovanni Michele Bruto, scrittore, storiografo e religioso italiano (n. 1517)
- 17 maggio - Pasquale Baylón, religioso e mistico spagnolo (n. 1540)
- 24 maggio - Nikolaus Selnecker, teologo e organista tedesco (n. 1532)
- 26 maggio - Dirck Barendsz, pittore olandese (n. 1534)
- 29 maggio - Giorgio Di Faccio, architetto italiano
- 29 maggio - Andrea Provana di Leinì, ammiraglio italiano

### Giugno
- 3 giugno - Bartolomeo Passarotti, pittore italiano (n. 1529)
- 4 giugno - Francesco di Montpensier, nobile francese (n. 1542)
- 9 giugno - Françoise Babou de La Bourdaisière, nobildonna francese (n. 1540)
- 15 giugno - Pirro II Gonzaga, condottiero italiano (n. 1540)
- 17 giugno - Ernesto Ludovico di Pomerania, duca tedesco (n. 1545)
- 30 giugno - Annibale Zoilo, compositore italiano

### Luglio
- 1º luglio - Marc'Antonio Ingegneri, compositore italiano (n. 1536)
- 4 luglio - Francesco Bassano, pittore italiano (n. 1549)
- 9 luglio - Juan Corrionero, vescovo spagnolo
- 18 luglio - Sibilla di Sassonia, principessa (n. 1515)
- 23 luglio - Giovanni Battista della Marca, pittore italiano (n. 1532)
- 26 luglio - Armand de Gontaut-Biron, militare francese (n. 1524)

### Agosto
- 2 agosto - Domenico Grimaldi, arcivescovo cattolico italiano
- 8 agosto - Dorotea Susanna di Wittelsbach-Simmern, nobile (n. 1544)
- 15 agosto - Pierantonio Bandini, banchiere, mercante e nobile italiano (n. 1524)
- 20 agosto - Guglielmo il Giovane di Brunswick-Lüneburg, duca tedesco (n. 1535)
- 25 agosto - Guglielmo IV d'Assia-Kassel (n. 1532)
- 25 agosto - Shimazu Toshihisa, militare giapponese (n. 1537)
- 26 agosto - Girolamo Borro, teologo italiano (n. 1512)

### Settembre
- 3 settembre - Robert Greene, drammaturgo britannico (n. 1558)
- 9 settembre - Pietro Fauno, vescovo cattolico italiano (n. 1524)
- 13 settembre - Michel de Montaigne, filosofo, scrittore e politico francese (n. 1533)
- 20 settembre - Francisco Vallés, medico e scrittore spagnolo (n. 1524)
- 25 settembre - Amico Canobio, religioso, imprenditore e filantropo italiano (n. 1532)

### Ottobre
- 11 ottobre - Alessandro Sauli, vescovo cattolico, religioso e teologo italiano (n. 1534)
- 13 ottobre - Nicolò Doria, doge (n. 1525)
- 15 ottobre - Jean Vendeville, vescovo cattolico francese (n. 1527)
- 19 ottobre - Anthony Browne, I visconte Montagu, nobile e politico inglese (n. 1528)
- 20 ottobre - Jerónimo Doménech, gesuita spagnolo (n. 1516)
- 22 ottobre - Clemens Crabbeels, vescovo cattolico belga
- 28 ottobre - Ogier Ghislain de Busbecq, scrittore, diplomatico e botanico fiammingo (n. 1522)
- 28 ottobre - Nomi Munekatsu, militare giapponese (n. 1527)

### Novembre
- 1º novembre - Ugolino Martelli, umanista italiano (n. 1519)
- 2 novembre - Moderata Fonte, poetessa italiana (n. 1555)
- 3 novembre - John Perrot, nobile britannico (n. 1528)
- 6 novembre - Fernando de Gurrea y Aragón, nobile spagnolo (n. 1546)
- 9 novembre - Onorato Caetani, V duca di Sermoneta, mercenario italiano (n. 1542)
- 16 novembre - Francesco Duodo, ammiraglio italiano (n. 1518)
- 19 novembre - Pietro Martire Ponzone, vescovo cattolico italiano
- 27 novembre - Giulio Canani, cardinale e vescovo cattolico italiano (n. 1524)
- 27 novembre - Giovanni III di Svezia, re (n. 1537)

### Dicembre
- 3 dicembre - Alessandro Farnese, generale, politico e nobile italiano (n. 1545)
- 7 dicembre - Alessandro Fei, pittore italiano (n. 1543)
- 13 dicembre - Philippe de Lénoncourt, cardinale e vescovo cattolico francese (n. 1527)
- 13 dicembre - Filippo I d'Este, nobile italiano (n. 1537)
- 17 dicembre - Vincenzo Laureo, cardinale e vescovo cattolico italiano (n. 1523)
- 27 dicembre - Kōsa, monaco buddista giapponese (n. 1543)
- 28 dicembre - Gaspare Ricciulli del Fosso, arcivescovo cattolico italiano (n. 1496)

### Senza giorno specificato
- Paillaeco
- Patrick Adamson, arcivescovo e ambasciatore scozzese (n. 1537)
- Camillo Ballini, pittore italiano
- Girolamo Cassar, architetto e ingegnere maltese (n. 1520)
- Thomas Cavendish, navigatore, esploratore e corsaro inglese (n. 1560)
- Richard Chapman, carpentiere inglese (n. 1520)
- Chōjirō, ceramista giapponese (n. 1516)
- Giovanni Battista Lercari, doge (n. 1507)
- Lucio Maranta, vescovo cattolico italiano
- Battista Negrone, doge (n. 1530)
- Giovanni Domenico da Nola, poeta e compositore italiano
- Pastorino dei Pastorini, pittore, medaglista e scultore italiano
- Pompeo Pedemonte, architetto italiano (n. 1515)
- Sudicio Rinverdito, poeta italiano
- Bernhard Schmid, organista e compositore tedesco (n. 1535)
- Francesco Segala, scultore italiano (n. 1535)
- Jost Segesser von Brunegg, ufficiale svizzero (n. 1529)
- Cornelis Smet, pittore fiammingo
- Marcello Squarcialupi, medico italiano (n. 1538)
- Lucantonio Tomassoni, condottiero italiano (n. 1511)
- Thomas Watson, poeta inglese (n. 1555)
- Michel de Castelnau, diplomatico francese (n. 1517)
- Giovanni de Luna, nobile italiano (n. 1564)
- Eliyahu de Vidas, rabbino, mistico e teologo ottomano (n. 1518)

## Calendario
| Calendario 1592 | Calendario 1592 | Calendario 1592 | Calendario 1592 | Calendario 1592 | Calendario 1592 | Calendario 1592 | Calendario 1592 | Calendario 1592 | Calendario 1592 | Calendario 1592 | Calendario 1592 | Calendario 1592 | Calendario 1592 | Calendario 1592 | Calendario 1592 | Calendario 1592 | Calendario 1592 | Calendario 1592 | Calendario 1592 | Calendario 1592 | Calendario 1592 | Calendario 1592 | Calendario 1592 | Calendario 1592 | Calendario 1592 | Calendario 1592 | Calendario 1592 | Calendario 1592 | Calendario 1592 | Calendario 1592 | Calendario 1592 | Calendario 1592 |
| --------------- | --------------- | --------------- | --------------- | --------------- | --------------- | --------------- | --------------- | --------------- | --------------- | --------------- | --------------- | --------------- | --------------- | --------------- | --------------- | --------------- | --------------- | --------------- | --------------- | --------------- | --------------- | --------------- | --------------- | --------------- | --------------- | --------------- | --------------- | --------------- | --------------- | --------------- | --------------- | --------------- |
|                 | 1               | 2               | 3               | 4               | 5               | 6               | 7               | 8               | 9               | 10              | 11              | 12              | 13              | 14              | 15              | 16              | 17              | 18              | 19              | 20              | 21              | 22              | 23              | 24              | 25              | 26              | 27              | 28              | 29              | 30              | 31              |                 |
| Gennaio         | Me              | Gi              | Ve              | Sa              | Do              | Lu              | Ma              | Me              | Gi              | Ve              | Sa              | Do              | Lu              | Ma              | Me              | Gi              | Ve              | Sa              | Do              | Lu              | Ma              | Me              | Gi              | Ve              | Sa              | Do              | Lu              | Ma              | Me              | Gi              | Ve              |                 |
| Febbraio        | Sa              | Do              | Lu              | Ma              | Me              | Gi              | Ve              | Sa              | Do              | Lu              | Ma              | Me              | Gi              | Ve              | Sa              | Do              | Lu              | Ma              | Me              | Gi              | Ve              | Sa              | Do              | Lu              | Ma              | Me              | Gi              | Ve              | Sa              |                 |                 |                 |
| Marzo           | Do              | Lu              | Ma              | Me              | Gi              | Ve              | Sa              | Do              | Lu              | Ma              | Me              | Gi              | Ve              | Sa              | Do              | Lu              | Ma              | Me              | Gi              | Ve              | Sa              | Do              | Lu              | Ma              | Me              | Gi              | Ve              | Sa              | Do              | Lu              | Ma              |                 |
| Aprile          | Me              | Gi              | Ve              | Sa              | Do              | Lu              | Ma              | Me              | Gi              | Ve              | Sa              | Do              | Lu              | Ma              | Me              | Gi              | Ve              | Sa              | Do              | Lu              | Ma              | Me              | Gi              | Ve              | Sa              | Do              | Lu              | Ma              | Me              | Gi              |                 |                 |
| Maggio          | Ve              | Sa              | Do              | Lu              | Ma              | Me              | Gi              | Ve              | Sa              | Do              | Lu              | Ma              | Me              | Gi              | Ve              | Sa              | Do              | Lu              | Ma              | Me              | Gi              | Ve              | Sa              | Do              | Lu              | Ma              | Me              | Gi              | Ve              | Sa              | Do              |                 |
| Giugno          | Lu              | Ma              | Me              | Gi              | Ve              | Sa              | Do              | Lu              | Ma              | Me              | Gi              | Ve              | Sa              | Do              | Lu              | Ma              | Me              | Gi              | Ve              | Sa              | Do              | Lu              | Ma              | Me              | Gi              | Ve              | Sa              | Do              | Lu              | Ma              |                 |                 |
| Luglio          | Me              | Gi              | Ve              | Sa              | Do              | Lu              | Ma              | Me              | Gi              | Ve              | Sa              | Do              | Lu              | Ma              | Me              | Gi              | Ve              | Sa              | Do              | Lu              | Ma              | Me              | Gi              | Ve              | Sa              | Do              | Lu              | Ma              | Me              | Gi              | Ve              |                 |
| Agosto          | Sa              | Do              | Lu              | Ma              | Me              | Gi              | Ve              | Sa              | Do              | Lu              | Ma              | Me              | Gi              | Ve              | Sa              | Do              | Lu              | Ma              | Me              | Gi              | Ve              | Sa              | Do              | Lu              | Ma              | Me              | Gi              | Ve              | Sa              | Do              | Lu              |                 |
| Settembre       | Ma              | Me              | Gi              | Ve              | Sa              | Do              | Lu              | Ma              | Me              | Gi              | Ve              | Sa              | Do              | Lu              | Ma              | Me              | Gi              | Ve              | Sa              | Do              | Lu              | Ma              | Me              | Gi              | Ve              | Sa              | Do              | Lu              | Ma              | Me              |                 |                 |
| Ottobre         | Gi              | Ve              | Sa              | Do              | Lu              | Ma              | Me              | Gi              | Ve              | Sa              | Do              | Lu              | Ma              | Me              | Gi              | Ve              | Sa              | Do              | Lu              | Ma              | Me              | Gi              | Ve              | Sa              | Do              | Lu              | Ma              | Me              | Gi              | Ve              | Sa              |                 |
| Novembre        | Do              | Lu              | Ma              | Me              | Gi              | Ve              | Sa              | Do              | Lu              | Ma              | Me              | Gi              | Ve              | Sa              | Do              | Lu              | Ma              | Me              | Gi              | Ve              | Sa              | Do              | Lu              | Ma              | Me              | Gi              | Ve              | Sa              | Do              | Lu              |                 |                 |
| Dicembre        | Ma              | Me              | Gi              | Ve              | Sa              | Do              | Lu              | Ma              | Me              | Gi              | Ve              | Sa              | Do              | Lu              | Ma              | Me              | Gi              | Ve              | Sa              | Do              | Lu              | Ma              | Me              | Gi              | Ve              | Sa              | Do              | Lu              | Ma              | Me              | Gi              |                 |